# Gardendale (Alabama)
Gardendale is een plaats (city) in de Amerikaanse staat Alabama, en valt bestuurlijk gezien onder Jefferson County.

## Demografie
Bij de volkstelling in 2000 werd het aantal inwoners vastgesteld op 11.626.
In 2006 is het aantal inwoners door het United States Census Bureau geschat op 13.042, een stijging van 1416 (12,2%).

## Geografie
Volgens het United States Census Bureau beslaat de plaats een oppervlakte van
46,5 km², geheel bestaande uit land. Gardendale ligt op ongeveer 207 m boven zeeniveau.

## Plaatsen in de nabije omgeving
De onderstaande figuur toont de plaatsen in een straal van 16 km rond Gardendale.